# Jalgaon (Ratnagiri)
Jalgaon è una suddivisione dell'India, classificata come census town, di 5.448 abitanti, situata nel distretto di Ratnagiri, nello stato federato del Maharashtra. In base al numero di abitanti la città rientra nella classe V (da 5.000 a 9.999 persone).

## Geografia fisica
La città è situata a 17° 44' 31 N e 73° 10' 41 E.

## Società

### Evoluzione demografica
Al censimento del 2001 la popolazione di Jalgaon assommava a 5.448 persone, delle quali 2.770 maschi e 2.678 femmine. I bambini di età inferiore o uguale ai sei anni assommavano a 596, dei quali 285 maschi e 311 femmine. Infine, coloro che erano in grado di saper almeno leggere e scrivere erano 4.342, dei quali 2.359 maschi e 1.983 femmine.